# Recopa Gaúcha de 2014
A Recopa Gaúcha de 2014 foi disputada entre o Internacional, campeão do Campeonato Gaúcho de 2013, e o Pelotas, campeão da Super Copa Gaúcha de 2013. O Pelotas venceu por 3–2 e se sagrou campeão.

## Participantes
| Clube         | Cidade       | Classificação             | Participação |
| ------------- | ------------ | ------------------------- | ------------ |
| Internacional | Porto Alegre | Campeonato Gaúcho de 2013 | 1ª           |
| Pelotas       | Pelotas      | Super Copa Gaúcha de 2013 | 1ª           |

## Transmissão
- Brasil: TVCOM

## Final
| 13 de janeiro | Pelotas                                    | 3 – 2                    | Internacional         | Estádio Boca do Lobo                                                      |
| 20:30 (UTC−2) | Felipe Garcia 45' 74' · César Santiago 69' | Súmula Borderô Relatório | Cláudio Winck 16' 43' | Público: 2,040 Renda: R$ 17.565,00 Árbitro: RS Jean Pierre Gonçalves Lima |

|  | Pelotas | Internacional |

| G              | 1  | Paulo Sérgio     |         |     |     |
| D              | 2  | Igor             |         |     |     |
| D              | 4  | Bruno Salvador   |         |     |     |
| D              | 3  | Fred             | 55'     |     |     |
| D              | 6  | Carlos Alexandre |         | 65' |     |
| M              | 7  | César Santiago   |         |     |     |
| M              | 5  | Tiago Gaúcho     | 79'     |     |     |
| M              | 8  | Carlos Alberto   |         | 31' |     |
| M              | 11 | Jefferson        |         | 57' |     |
| M              | 10 | Lucas            | 3', 12' |     |     |
| A              | 9  | Sandro Sotilli   |         | 31' |     |
| Substituições: |    |                  |         |     |     |
| G              | 12 | Roger Kath       |         |     |     |
| D              | 13 | Lucas Bahia      |         | 84' |     |
| D              | 14 | Alex             |         | 65' |     |
| M              | 15 | Felipe Guedes    |         | 31' |     |
| M              | 16 | Mithyuê          | 86'     | 57' |     |
| A              | 17 | Felipe Garcia    |         | 31' | 84' |
| A              | 20 | Kairon           |         |     |     |
| Treinador:     |    |                  |         |     |     |
| Paulo Porto    |    |                  |         |     |     |

| G              | 1  | Alisson         |     |     |
| D              | 2  | Claudio Winck   |     |     |
| D              | 3  | Jean            |     |     |
| D              | 4  | Thales          | 83' |     |
| D              | 6  | Raphinha        | 81' |     |
| M              | 7  | Gladestony      |     | 72' |
| M              | 8  | Bertotto        |     |     |
| M              | 5  | Rodrigo Dourado |     |     |
| M              | 10 | Reis            |     | 65' |
| A              | 11 | Aylon           | 44' |     |
| A              | 9  | Nathan          |     | 75' |
| Substituições: |    |                 |     |     |
| G              | 12 | Jandrei         |     |     |
| D              | 13 | Diogo           |     |     |
| D              | 14 | PV              |     |     |
| M              | 15 | Nathan Índio    |     |     |
| M              | 16 | Fernando Baiano |     | 75' |
| M              | 17 | Alex Nemetz     |     | 72' |
| A              | 18 | Bruno Gomes     |     | 65' |
| Treinador:     |    |                 |     |     |
| Clemer         |    |                 |     |     |

## Premiação
| Recopa Gaúcha de 2014          |
| Pelotas                        |
| ------------------------------ |
| EC Pelotas Campeão (1º título) |